# Clasificación de AFC para la Copa Mundial de Fútbol de 1986
En la fase de clasificación para Copa Mundial de Fútbol de 1986 celebrado en México, la AFC disponía 2 plazas (de las 24 totales del mundial). Para asignar las 2 plazas, a la que optaban un total de 27 equipos.
Los 27 equipos se dividieron en dos zonas, basadas en consideraciones geográficas. La zona A (Oeste asiático) tenía 13 equipos y la zona B (Este asiático) con 14 equipos. Se realizó un torneo de 3 rondas, en cada zona:
- Primera ronda: Los equipos se agruparon en 4 grupos de 3 o 4 equipos, que jugarían una liguilla a doble partido. Los primeros del grupo avanzarían a la siguiente ronda.
- Segunda ronda: Los 4 equipos de cada zona se emparejarían en eliminatorias a doble partido. Los vencedores pasarían a la ronda final.
- Ronda final: Los 2 equipos de cada zona jugarían una eliminatoria a doble partido. El vencedor se clasificaría para el mundial.

Debido a las guerra entre sus países, Irán, Irak y Líbano debían jugar todos sus encuentros en campo neutral o fuera de país.

## Primera ronda

### Grupo 1 A
| País                   | J        | G        | E        | P        | GF       | GC       | GD       | Pts      |
| ---------------------- | -------- | -------- | -------- | -------- | -------- | -------- | -------- | -------- |
| Emiratos Árabes Unidos | 2        | 1        | 1        | 0        | 1        | 0        | +1       | 3        |
| Arabia Saudita         | 2        | 0        | 1        | 1        | 0        | 1        | −1       | 1        |
| Omán                   | Abandonó | Abandonó | Abandonó | Abandonó | Abandonó | Abandonó | Abandonó | Abandonó |

| 12 de abril de 1985 | Arabia Saudita | 0:0 (0:0) | Emiratos Árabes Unidos | Estadio Rey Fahd, Riad, Arabia Saudita             |                                                    |
|                     |                | Reporte   |                        | Asistencia: 30,973 espectadores Árbitro(s): Sakran | Asistencia: 30,973 espectadores Árbitro(s): Sakran |

| 19 de abril de 1985 | Emiratos Árabes Unidos | 1:0 (1:0) | Arabia Saudita | Estadio Zabeel, Dubái, EAU                            |                                                       |
|                     | F. Khamees 5'          | Reporte   |                | Asistencia: 15,000 espectadores Árbitro(s): Valentine | Asistencia: 15,000 espectadores Árbitro(s): Valentine |

### Grupo 1 B
| País     | J        | G        | E        | P        | GF       | GC       | GD       | Pts      |
| -------- | -------- | -------- | -------- | -------- | -------- | -------- | -------- | -------- |
| Irak     | 4        | 3        | 0        | 1        | 7        | 6        | +1       | 6        |
| Catar    | 4        | 2        | 0        | 2        | 6        | 3        | +3       | 4        |
| Jordania | 4        | 1        | 0        | 3        | 3        | 7        | −4       | 2        |
| Líbano   | Abandonó | Abandonó | Abandonó | Abandonó | Abandonó | Abandonó | Abandonó | Abandonó |

| 15 de marzo de 1985 | Jordania  | 1:0 (0:0) | Catar | Estadio Rey Fahd, Riad, Arabia Saudita |                        |
|                     | Saleh 83' | Reporte   |       | Árbitro(s): Al-Baluchi                 | Árbitro(s): Al-Baluchi |

| 15 de marzo de 1985                                                   | Irak | 6:0 | Líbano | Nacional, Kuwait (ciudad), Kuwait |  |
|                                                                       |      |     |        | Árbitro(s): Fallaj Al-Shanar      |  |
| Todos los partidos de Líbano fueron anulados después que se retirara. |      |     |        |                                   |  |

| 18 de marzo de 1985                                                   | Líbano | 0:6 | Irak | Nacional, Kuwait (ciudad), Kuwait |  |
|                                                                       |        |     |      | Árbitro(s): Fallaj Al-Shanar      |  |
| Todos los partidos de Líbano fueron anulados después que se retirara. |        |     |      |                                   |  |

| 22 de marzo de 1985                                                   | Catar | 7:0 | Líbano | Estadio Internacional Jalifa, Doha, Catar |  |
|                                                                       |       |     |        | Árbitro(s): Hamed Assaid                  |  |
| Todos los partidos de Líbano fueron anulados después que se retirara. |       |     |        |                                           |  |

| 27 de marzo de 1985                                                   | Líbano | 0:8 | Catar | Estadio Internacional Jalifa, Doha, Catar |  |
|                                                                       |        |     |       | Árbitro(s): Jassim Mandi                  |  |
| Todos los partidos de Líbano fueron anulados después que se retirara. |        |     |       |                                           |  |

| 29 de marzo de 1985 | Jordania                    | 2:3 (0:1) | Irak                                    | Estadio Rey Abdullah II, Amán, Jordania |                      |
|                     | Al-Dawud 56' · Abu Abed 70' | Reporte   | Munir 31' · A. Radhi 49' · H. Saeed 82' | Árbitro(s): Al-Salmi                    | Árbitro(s): Al-Salmi |

| 5 de abril de 1985 | Catar                                                | 3:0 (1:0) | Irak | Estadio Internacional Jalifa, Doha, Catar |                      |
|                    | Muftah 40' · Al-Mohannadi 52' (pen.) · Al-Ammari 71' | Reporte   |      | Árbitro(s): Courtney                      | Árbitro(s): Courtney |

| 12 de abril de 1985 | Catar                            | 2:0 (1:0) | Jordania | Estadio Internacional Jalifa, Doha, Catar |                     |
|                     | Al-Saadah 22' · Adel Malulla 47' | Reporte   |          | Árbitro(s): Sanhoub                       | Árbitro(s): Sanhoub |

| 19 de abril de 1985 | Irak                          | 2:0 (0:0) | Jordania | Nacional, Kuwait (ciudad), Kuwait |                       |
|                     | A. Radhi 46' · Kh. Allawi 50' | Reporte   |          | Árbitro(s): Al-Sharif             | Árbitro(s): Al-Sharif |

| 5 de mayo de 1985 | Irak                          | 2:1 (1:1) | Catar      | Yuva Bharati Krirangan, Calcuta, India                   |                                                          |
|                   | A. Radhi 21' · Ka. Allawi 76' | Reporte   | Muftah 44' | Asistencia: 30,000 espectadores Árbitro(s): Na Yoon-Shik | Asistencia: 30,000 espectadores Árbitro(s): Na Yoon-Shik |

### Grupo 2 A
| País            | J | G | E | P | GF | GC | GD  | Pts |
| --------------- | - | - | - | - | -- | -- | --- | --- |
| Siria           | 4 | 3 | 1 | 0 | 5  | 0  | +5  | 7   |
| Kuwait          | 4 | 2 | 1 | 1 | 8  | 2  | +6  | 5   |
| Yemen del Norte | 4 | 0 | 0 | 4 | 1  | 12 | −11 | 0   |

| 22 de marzo de 1985 | Siria       | 1:0 (0:0) | Kuwait | Estadio Abbasiyyin, Damasco, Siria                     |                                                        |
|                     | Medrati 78' | Reporte   |        | Asistencia: 21,000 espectadores Árbitro(s): Ahmad Bash | Asistencia: 21,000 espectadores Árbitro(s): Ahmad Bash |

| 29 de marzo de 1985 | Yemen del Norte | 0:1 (0:0) | Siria | Estadio Revolución 1962, Saná, Yemen del Norte |                        |
|                     | Al-Sel 70'      | Reporte   |       | Árbitro(s): Al-Baluchi                         | Árbitro(s): Al-Baluchi |

| 5 de abril de 1985 | Kuwait                                                           | 5:0 (2:0) | Yemen del Norte | Nacional, Kuwait (ciudad), Kuwait |                  |
|                    | Al-Anbari 39', 44' · Al-Hasawi 58' · Al-Dakheel 80' · Yaqoub 88' | Reporte   |                 | Árbitro(s): Awil                  | Árbitro(s): Awil |

| 12 de abril de 1985 | Kuwait | 0:0 (0:0) | Siria | Nacional, Kuwait (ciudad), Kuwait |                   |
|                     |        | Reporte   |       | Árbitro(s): Mandi                 | Árbitro(s): Mandi |

| 19 de abril de 1985 | Siria                             | 3:0 (2:0) | Yemen del Norte | Estadio Abbasiyyin, Damasco, Siria                  |                                                     |
|                     | Al-Sayed 31', 70' · Al-Shaikh 40' | Reporte   |                 | Asistencia: 28,000 espectadores Árbitro(s): Mohamed | Asistencia: 28,000 espectadores Árbitro(s): Mohamed |

| 26 de abril de 1985 | Yemen del Norte | 1:3 (0:2) | Kuwait                              | Estadio Revolución 1962, Saná, Yemen del Norte                            |                                                                           |
|                     | Abbas 88'       | Reporte   | Al-Hasawi 13', 57' · Al-Dakheel 25' | Asistencia: 10,000 espectadores Árbitro(s): Mohamed Saleh Alawi Al-Farisi | Asistencia: 10,000 espectadores Árbitro(s): Mohamed Saleh Alawi Al-Farisi |

### Grupo 2 B
| País          | J             | G             | E             | P             | GF            | GC            | GD            | Pts           |
| ------------- | ------------- | ------------- | ------------- | ------------- | ------------- | ------------- | ------------- | ------------- |
| Baréin        | 2             | 1             | 1             | 0             | 7             | 4             | +3            | 3             |
| Yemen del Sur | 2             | 0             | 1             | 1             | 4             | 7             | −3            | 1             |
| Irán          | Descalificado | Descalificado | Descalificado | Descalificado | Descalificado | Descalificado | Descalificado | Descalificado |

| 29 de marzo de 1985 | Yemen del Sur | 1:4 (0:2) | Baréin                                         | Moulay Rachid, Aden, Yemen del Sur                    |                                                       |
|                     | Al-Mass 74'   | Reporte   | Farhan 9', 50' · Al-Hardan 17' · Al-Sobaei 60' | Asistencia: 19,082 espectadores Árbitro(s): Al-Shanar | Asistencia: 19,082 espectadores Árbitro(s): Al-Shanar |

| 12 de abril de 1985 | Baréin                                  | 3:3 (0:1) | Yemen del Sur                           | Estadio Nacional de Baréin, Manama, Baréin        |                                                   |
|                     | Al-Hardan 48' · Abdullah 66' · Deif 69' | Reporte   | Shadli 18' · Kassim 75' · Al-Sabbou 88' | Asistencia: 3,216 espectadores Árbitro(s): Shehab | Asistencia: 3,216 espectadores Árbitro(s): Shehab |

### Grupo 3 A
| País          | J | G | E | P | GF | GC | GD  | Pts |
| ------------- | - | - | - | - | -- | -- | --- | --- |
| Corea del Sur | 4 | 3 | 0 | 1 | 8  | 1  | +7  | 6   |
| Malasia       | 4 | 2 | 1 | 1 | 6  | 2  | +4  | 5   |
| Nepal         | 4 | 0 | 1 | 3 | 0  | 11 | −11 | 1   |

| 2 de marzo de 1985 | Nepal | 0:2 (0:1) | Corea del Sur                             | Estadio Dasarath Rangasala, Katmandú, Nepal        |                                                    |
|                    |       | Reporte   | Sharma 35' (a.g.) · Lee Tae-Ho 64' (pen.) | Asistencia: 40,000 espectadores Árbitro(s): Daqiao | Asistencia: 40,000 espectadores Árbitro(s): Daqiao |

| 10 de marzo de 1985 | Malasia    | 1:0 (0:0) | Corea del Sur | Estadio Merdeka, Kuala Lumpur, Malasia               |                                                      |
|                     | Salleh 49' | Reporte   |               | Asistencia: 36,738 espectadores Árbitro(s): Yam-Ming | Asistencia: 36,738 espectadores Árbitro(s): Yam-Ming |

| 16 de marzo de 1985 | Nepal | 0:0 (0:0) | Malasia | Estadio Dasarath Rangasala, Katmandú, Nepal        |                                                    |
|                     |       | Reporte   |         | Asistencia: 8,000 espectadores Árbitro(s): Chandra | Asistencia: 8,000 espectadores Árbitro(s): Chandra |

| 31 de marzo de 1985 | Malasia                                     | 5:0 (5:0) | Nepal | Estadio Merdeka, Kuala Lumpur, Malasia               |                                                      |
|                     | Hassan 4', 26', 33' · Salleh 29' · Alif 40' | Reporte   |       | Asistencia: 33,000 espectadores Árbitro(s): Reinaldo | Asistencia: 33,000 espectadores Árbitro(s): Reinaldo |

| 6 de abril de 1985 | Corea del Sur                                                | 4:0 (3:0) | Nepal | Estadio Dongdaemun, Seúl, Corea del Sur |                             |
|                    | Huh Jung-Moo 18', 57' · Kim Suk-won 36' · Chung Jong-Soo 41' | Reporte   |       | Árbitro(s): Cheung Kwok Kui             | Árbitro(s): Cheung Kwok Kui |

| 19 de mayo de 1985 | Corea del Sur                                | 2:0 (2:0) | Malasia | Estadio Olímpico, Seúl, Corea del Sur                     |                                                           |
|                    | Park Chang-Sun 12' (pen.) · Cho Min-Kook 19' | Reporte   |         | Asistencia: 45,780 espectadores Árbitro(s): Shizuo Takada | Asistencia: 45,780 espectadores Árbitro(s): Shizuo Takada |

### Grupo 3 B
| País      | J | G | E | P | GF | GC | GD | Pts |
| --------- | - | - | - | - | -- | -- | -- | --- |
| Indonesia | 6 | 4 | 1 | 1 | 8  | 4  | +4 | 9   |
| India     | 6 | 2 | 3 | 1 | 7  | 6  | +1 | 7   |
| Tailandia | 6 | 1 | 2 | 3 | 4  | 4  | 0  | 4   |
| Bangladés | 6 | 2 | 0 | 4 | 5  | 10 | −5 | 4   |

| 15 de marzo de 1985 | Indonesia    | 1:0 (0:0) | Tailandia | Estadio Bung Karno, Yakarta, Indonesia |                                 |
|                     | Sulaiman 84' | Reporte   |           | Asistencia: 60,000 espectadores        | Asistencia: 60,000 espectadores |

| 18 de marzo de 1985 | Indonesia                           | 2:0 (0:0) | Bangladés | Estadio Bung Karno, Yakarta, Indonesia                 |                                                        |
|                     | Nurdiansyah 48' · Dede Sulaiman 57' | Reporte   |           | Asistencia: 40,000 espectadores Árbitro(s): Brillantes | Asistencia: 40,000 espectadores Árbitro(s): Brillantes |

| 21 de marzo de 1985 | Indonesia            | 2:1 (1:1) | India      | Estadio Bung Karno, Yakarta, Indonesia            |                                                   |
|                     | Nurdiansyah 41', 49' | Reporte   | K. Dey 34' | Asistencia: 70,000 espectadores Árbitro(s): Reyes | Asistencia: 70,000 espectadores Árbitro(s): Reyes |

| 23 de marzo de 1985 | Tailandia                                           | 3:0 (2:0) | Bangladés | Estadio Suphachalasai, Bangkok, Tailandia |                                |
|                     | Areesngarkul 6' · Kijinongholsak 23' · Thomgmee 59' |           |           | Árbitro(s): Shunsaku Nakanishi            | Árbitro(s): Shunsaku Nakanishi |

| 26 de marzo de 1985 | Tailandia | 0:0 (0:0) | India | Estadio Suphachalasai, Bangkok, Tailandia |                                |
|                     |           | Reporte   |       | Árbitro(s): Shunsaku Nakanishi            | Árbitro(s): Shunsaku Nakanishi |

| 29 de marzo de 1985 | Tailandia | 0:1 (0:1) | Indonesia    | Estadio Suphachalasai, Bangkok, Tailandia |                            |
|                     |           | Reporte   | Kiswanto 25' | Árbitro(s): Toshikazu Sano                | Árbitro(s): Toshikazu Sano |

| 30 de marzo de 1985 | Bangladés  | 1:2 (1:1) | India                 | Bangladesh Army Stadium, Daca, Bangladés              |                                                       |
|                     | Chunnu 42' | Reporte   | Ghosh 34' · Panji 84' | Asistencia: 8,000 espectadores Árbitro(s): Liu Jingli | Asistencia: 8,000 espectadores Árbitro(s): Liu Jingli |

| 2 de abril de 1985 | Bangladés              | 2:1 (0:1) | Indonesia       | Bangladesh Army Stadium, Daca, Bangladés               |                                                        |
|                    | Hamid 75' · Chunnu 81' | Reporte   | Nurdiansyah 11' | Asistencia: 5,000 espectadores Árbitro(s): Xia Changfa | Asistencia: 5,000 espectadores Árbitro(s): Xia Changfa |

| 5 de abril de 1985 | Bangladés   | 1:0 (0:0) | Tailandia | Bangladesh Army Stadium, Daca, Bangladés                 |                                                          |
|                    | Hossein 76' | Reporte   |           | Asistencia: 7,000 espectadores Árbitro(s): Chen Shengcai | Asistencia: 7,000 espectadores Árbitro(s): Chen Shengcai |

| 6 de abril de 1985 | India     | 1:1 (0:1) | Indonesia    | Yuva Bharati Krirangan, Calcuta, India                     |                                                            |
|                    | Thapa 89' | Reporte   | Sulaiman 20' | Asistencia: 10,000 espectadores Árbitro(s): Farouk Mustafa | Asistencia: 10,000 espectadores Árbitro(s): Farouk Mustafa |

| 9 de abril de 1985 | India      | 1:1 (0:0) | Tailandia     | Yuva Bharati Krirangan, Calcuta, India                 |                                                        |
|                    | K. Dey 85' | Reporte   | Boongeang 76' | Asistencia: 6,000 espectadores Árbitro(s): Abdul Latif | Asistencia: 6,000 espectadores Árbitro(s): Abdul Latif |

| 12 de abril de 1985 | India                     | 2:1 (1:1) | Bangladés  | Yuva Bharati Krirangan, Calcuta, India                             |                                                                    |
|                     | Panji 36' · Gonsalves 54' | Reporte   | Bhadra 15' | Asistencia: 8,000 espectadores Árbitro(s): Salih Abdul Karim Saadi | Asistencia: 8,000 espectadores Árbitro(s): Salih Abdul Karim Saadi |

### Grupo 4 A
Los encuentros entre China y Brunéi se jugarían en campo neutral.
| País      | J | G | E | P | GF | GC | GD  | Pts |
| --------- | - | - | - | - | -- | -- | --- | --- |
| Hong Kong | 6 | 5 | 1 | 0 | 19 | 2  | +17 | 11  |
| China     | 6 | 4 | 1 | 1 | 23 | 2  | +21 | 9   |
| Macao     | 6 | 2 | 0 | 4 | 4  | 15 | −11 | 4   |
| Brunéi    | 6 | 0 | 0 | 6 | 2  | 29 | −27 | 0   |

| 17 de febrero de 1985 | Macao                             | 2:0 (0:0) | Brunéi | Canidrome, Ciudad de Macao, Macao              |                                                |
|                       | Meng Kam Jong 76' · Carvalhal 82' | Reporte   |        | Asistencia: 495 espectadores Árbitro(s): Reyes | Asistencia: 495 espectadores Árbitro(s): Reyes |

| 17 de febrero de 1985 | Hong Kong | 0:0 (0:0) | China | So Kon Po Stadium, Hong Kong                                  |                                                               |
|                       |           | Reporte   |       | Asistencia: 20,935 espectadores Árbitro(s): Maidin Bin Singah | Asistencia: 20,935 espectadores Árbitro(s): Maidin Bin Singah |

| 20 de febrero de 1985 | Macao | 0:4 (0:1) | China                                                                     | Canidrome, Ciudad de Macao, Macao                         |                                                           |
|                       |       | Reporte   | Ng Chi Kit 44' (a.g.) · Lin Qiang 51' · Zuo Shusheng 52' · Lin Lefeng 62' | Asistencia: 1,048 espectadores Árbitro(s): S. Balasundram | Asistencia: 1,048 espectadores Árbitro(s): S. Balasundram |

| 23 de febrero de 1985 | Hong Kong                                                                                      | 8:0 (3:0) | Brunéi | So Kon Po Stadium, Hong Kong                               |                                                            |
|                       | Mak King-Fun 2', 51', 79', 85' · Lai Wing Cheung 4' · Lee Wai-Shan 30' · Lau Wing-Yip 74', 87' | Reporte   |        | Asistencia: 12,401 espectadores Árbitro(s): Stephen Ovinis | Asistencia: 12,401 espectadores Árbitro(s): Stephen Ovinis |

| 26 de febrero de 1985 | China                                                                                | 8:0 (4:0) | Brunéi | Canidrome, Ciudad de Macao, Macao                       |                                                         |
|                       | Zhao Dayu 26', 85', 90' · Zuo Shusheng 38', 65' · Li Hui 40' · Liu Haiguang 44', 47' | Reporte   |        | Asistencia: 960 espectadores Árbitro(s): Pamon Saismutr | Asistencia: 960 espectadores Árbitro(s): Pamon Saismutr |

| 1 de marzo de 1985 | Brunéi | 0:4 (0:2) | China                                     | So Kon Po Stadium, Hong Kong                                    |                                                                 |
|                    |        | Reporte   | Zhao Dayu 8', 74' · Liu Haiguang 15', 80' | Asistencia: 2,019 espectadores Árbitro(s): Mohammed Jahirul Haq | Asistencia: 2,019 espectadores Árbitro(s): Mohammed Jahirul Haq |

| 6 de abril de 1985 | Brunéi     | 1:5 (0:3) | Hong Kong                                                          | Sultán Hassanal Bolkiah, Bandar Seri Begawan, Brunéi |                                  |
|                    | Kassim 49' | Reporte   | Wan Chi Keung 4', 82' · Lai Wing-Cheung 7' · Lau Wing-Yip 38', 83' | Árbitro(s): Sudarso Hardjowasito                     | Árbitro(s): Sudarso Hardjowasito |

| 13 de abril de 1985 | Brunéi    | 1:2 (0:1) | Macao                     | Sultán Hassanal Bolkiah, Bandar Seri Begawan, Brunéi |                               |
|                     | Rahim 88' | Reporte   | Carvalhal 41' · Pinto 55' | Árbitro(s): Djadja Mudjahidin                        | Árbitro(s): Djadja Mudjahidin |

| 28 de abril de 1985 | Macao | 0:2 (0:0) | Hong Kong                             | Canidrome, Ciudad de Macao, Macao                                    |                                                                      |
|                     |       | Reporte   | Lau Wing-Yip 80' · Cheung Ka-Ping 88' | Asistencia: 4,000 espectadores Árbitro(s): Somporn Patcharamukdakorn | Asistencia: 4,000 espectadores Árbitro(s): Somporn Patcharamukdakorn |

| 4 de mayo de 1985 | Hong Kong            | 2:0 (2:0) | Macao | So Kon Po Stadium, Hong Kong                            |                                                         |
|                   | Lau Wing-Yip 8', 30' | Reporte   |       | Asistencia: 15,778 espectadores Árbitro(s): Kil Ki-Chul | Asistencia: 15,778 espectadores Árbitro(s): Kil Ki-Chul |

| 12 de mayo de 1985 | China                                                                                    | 6:0 (2:0) | Macao | Estadio Gongti, Pekín, China                              |                                                           |
|                    | Jia Xiuquan 10' · Li Hui 12' · Yang Zhaohui 27', 50' · Wang Huiliang 60' · Zhao Dayu 67' | Reporte   |       | Asistencia: 30,000 espectadores Árbitro(s): Shetty Sheena | Asistencia: 30,000 espectadores Árbitro(s): Shetty Sheena |

| 19 de mayo de 1985 | China      | 1:2 (1:1) | Hong Kong                           | Estadio Gongti, Pekín, China                                         |                                                                      |
|                    | Li Hui 32' | Reporte   | Cheung Chi Tak 26' · Ku Kam Fai 60' | Asistencia: 60,000 espectadores Árbitro(s): Melvyn J. Victor D'Souza | Asistencia: 60,000 espectadores Árbitro(s): Melvyn J. Victor D'Souza |

### Grupo 4 B
| País            | J | G | E | P | GF | GC | GD | Pts |
| --------------- | - | - | - | - | -- | -- | -- | --- |
| Japón           | 4 | 3 | 1 | 0 | 9  | 1  | +8 | 7   |
| Corea del Norte | 4 | 1 | 2 | 1 | 3  | 2  | +1 | 4   |
| Singapur        | 4 | 0 | 1 | 3 | 2  | 11 | −9 | 1   |

| 19 de enero de 1985 | Singapur              | 1:1 (0:1) | Corea del Norte  | Estadio Nacional de Singapur, Singapur |                                  |
|                     | Au-yeong Pak Kuan 54' | Reporte   | Song Chul Yu 32' | Árbitro(s): Sudarso Hardjowasito       | Árbitro(s): Sudarso Hardjowasito |

| 23 de febrero de 1985 | Singapur  | 1:3 (1:1) | Japón                                          | Estadio Nacional de Singapur, Singapur                            |                                                                   |
|                       | Madon 39' | Reporte   | Kimura 20' · Hashiratani 47' · Kato 84' (pen.) | Asistencia: 16,146 espectadores Árbitro(s): Soetoyo Hartasardjono | Asistencia: 16,146 espectadores Árbitro(s): Soetoyo Hartasardjono |

| 21 de marzo de 1985 | Japón    | 1:0 (1:0) | Corea del Norte | Gimnasio Nacional Yoyogi, Tokio, Japón                     |                                                            |
|                     | Hara 20' | Reporte   |                 | Asistencia: 25,000 espectadores Árbitro(s): Timothy Joseph | Asistencia: 25,000 espectadores Árbitro(s): Timothy Joseph |

| 30 de abril de 1985 | Corea del Norte | 0:0 (0:0) | Japón | Kim Il-sung Stadium, Pyongyang, Corea del Norte                  |                                                                  |
|                     |                 | Reporte   |       | Asistencia: 52,500 espectadores Árbitro(s): Samuel Chan Yam-Ming | Asistencia: 52,500 espectadores Árbitro(s): Samuel Chan Yam-Ming |

| 18 de mayo de 1985 | Japón                                                     | 5:0 (0:0) | Singapur | Gimnasio Nacional Yoyogi, Tokio, Japón                    |                                                           |
|                    | Mizunuma 48' · Nishimura 57', 59' · Hara 79' · Kimura 86' | Reporte   |          | Asistencia: 28,000 espectadores Árbitro(s): Cha Kyung-Bok | Asistencia: 28,000 espectadores Árbitro(s): Cha Kyung-Bok |

| 25 de mayo de 1985 | Corea del Norte                       | 2:0 (1:0) | Singapur | Nampo Stadium, Namp'o, Corea del Norte                       |                                                              |
|                    | Yung Jong-Sung 25' · Han Hyong-Il 55' |           |          | Asistencia: 25,000 espectadores Árbitro(s): Sukho Vuddhijoti | Asistencia: 25,000 espectadores Árbitro(s): Sukho Vuddhijoti |

## Segunda ronda
| Equipo 1      | Agr.    | Equipo 2  | Ida | Vuelta |
| ------------- | ------- | --------- | --- | ------ |
| EAU           | 4–4 (a) | Irak      | 2–3 | 2–1    |
| Baréin        | 1–2     | Siria     | 1–1 | 0–1    |
| Corea del Sur | 6–1     | Indonesia | 2–0 | 4–1    |
| Japón         | 5–1     | Hong Kong | 3–0 | 2–1    |

| 20 de septiembre de 1985 | Emiratos Árabes Unidos              | 2:3 (1:1) | Irak                        | Al-Rashid Stadium, Dubái, EAU         |                                       |
|                          | Al-Talyani 15', · Fahad Khamees 60' | Reporte   | Saeed 42', 79' · Hassan 81' | Árbitro(s): Abdul-Aziz Saleh Al-Salmi | Árbitro(s): Abdul-Aziz Saleh Al-Salmi |

| 27 de septiembre de 1985 | Irak       | 1:2 (0:1) (Global 4:4) | Emiratos Árabes Unidos        | Estadio Rey Fahd, Taif, Arabia Saudita                 |                                                        |
|                          | Saddam 88' | Reporte                | F. Khamis 2' · Al-Talyani 60' | Asistencia: 4,175 espectadores Árbitro(s): André Daina | Asistencia: 4,175 espectadores Árbitro(s): André Daina |

| 6 de septiembre de 1985 | Baréin   | 1:1 (1:0) | Siria       | Estadio Nacional de Baréin, Manama, Baréin            |                                                       |
|                         | Issa 42' | Reporte   | Mahrous 61' | Asistencia: 8,224 espectadores Árbitro(s): Ahmad Bash | Asistencia: 8,224 espectadores Árbitro(s): Ahmad Bash |

| 20 de septiembre de 1985 | Siria        | 1:0 (1:0) (Global 2:1) | Baréin | Estadio Abbasiyyin, Damasco, Siria                                     |                                                                        |
|                          | Kardaghli 4' | Reporte                |        | Asistencia: 25,000 espectadores Árbitro(s): Abuwahid Shambe El-Boloshi | Asistencia: 25,000 espectadores Árbitro(s): Abuwahid Shambe El-Boloshi |

| 21 de julio de 1985 | Corea del Sur                         | 2:0 (0:0) | Indonesia | Estadio Olímpico, Seúl, Corea del Sur                             |                                                                   |
|                     | Byun Byung-Joo 73' · Kim Joo-Sung 81' | Reporte   |           | Asistencia: 80,000 espectadores Árbitro(s): Booncherd Pratumthong | Asistencia: 80,000 espectadores Árbitro(s): Booncherd Pratumthong |

| 30 de julio de 1985 | Indonesia         | 1:4 (0:3) (Global 1:6) | Corea del Sur                                                             | Estadio Bung Karno, Yakarta, Indonesia                     |                                                            |
|                     | Dede Sulaiman 87' | Reporte                | Byun Byung-Joo 7' · Choi Soon-Ho 9' · Huh Jung-Moo 32' · Kim Joo-Sung 47' | Asistencia: 80,000 espectadores Árbitro(s): Timothy Joseph | Asistencia: 80,000 espectadores Árbitro(s): Timothy Joseph |

| 11 de agosto de 1985 | Japón                                      | 3:0 (2:0) | Hong Kong | Estadio Parque Misaki, Kōbe, Japón                      |                                                         |
|                      | Kimura 9' (pen.) · Hara 11' · Mizunuma 53' | Reporte   |           | Asistencia: 19,000 espectadores Árbitro(s): Tulu Gurkan | Asistencia: 19,000 espectadores Árbitro(s): Tulu Gurkan |

| 22 de septiembre de 1985 | Hong Kong                | 1:2 (0:1) (Global 1:5) | Japón                                | So Kon Po Stadium, Hong Kong                              |                                                           |
|                          | Wan Chi Keung 79' (pen.) | Reporte                | Kazushi Kimura 45' · Hiromi Hara 90' | Asistencia: 28,000 espectadores Árbitro(s): Lee Kok Leong | Asistencia: 28,000 espectadores Árbitro(s): Lee Kok Leong |

Siria, Irak, Corea del Sur y Japón se clasificaron a la siguiente ronda.

## Ronda final
| Equipo 1 | Agr. | Equipo 2      | Ida | Vuelta |
| -------- | ---- | ------------- | --- | ------ |
| Siria    | 1–3  | Irak          | 0–0 | 1–3    |
| Japón    | 1–3  | Corea del Sur | 1–2 | 0–1    |

| 15 de noviembre de 1985 | Siria | 0:0 (0:0) | Irak | Estadio Abbasiyyin, Damasco, Siria                         |                                                            |
|                         |       | Reporte   |      | Asistencia: 25,000 espectadores Árbitro(s): Michel Vautrot | Asistencia: 25,000 espectadores Árbitro(s): Michel Vautrot |

| 29 de noviembre de 1985 | Irak                                 | 3:1 (1:0) (Global 3:1) | Siria      | Estadio Rey Fahd, Taif, Arabia Saudita                      |                                                             |
|                         | Saeed 28' · Mahmoud 49' · Allawi 72' | Reporte                | El-Sel 54' | Asistencia: 4,500 espectadores Árbitro(s): Erik Fredriksson | Asistencia: 4,500 espectadores Árbitro(s): Erik Fredriksson |

| 26 de octubre de 1985 | Japón      | 1:2 (1:2) | Corea del Sur                       | Gimnasio Nacional Yoyogi, Tokio, Japón                        |                                                               |
|                       | Kimura 43' | Reporte   | Jung Yong-Hwan 30' · Lee Tae-Ho 42' | Asistencia: 62,000 espectadores Árbitro(s): Maidin Bin-Singah | Asistencia: 62,000 espectadores Árbitro(s): Maidin Bin-Singah |

| 3 de noviembre de 1985 | Corea del Sur    | 1:0 (0:0) (Global 3:1) | Japón | Estadio Olímpico, Seúl, Corea del Sur                      |                                                            |
|                        | Huh Jung-Moo 61' | Reporte                |       | Asistencia: 70,000 espectadores Árbitro(s): thman Bin Omar | Asistencia: 70,000 espectadores Árbitro(s): thman Bin Omar |

## Clasificados
| Bandera de Corea del Sur | Bandera de Irak |
| Corea del Sur            | Irak            |